# Pinedjem I
Pinedjem I was een Egyptisch farao. Hij was een hogepriester van Amon te Thebe van 1070 v.Chr. tot 1032 v.Chr. en de de facto heerser over het Zuiden van Egypte vanaf 1054 v.Chr.
Zijn ouders Pianki en Nodjmet hadden nog kinderen: Pinedjem I had drie broers Heqanefer, Heqamaat, Ankhefenmut en een zuster Faienmut. Pianki was hogepriester. Na diens overlijden was Pinedjem I nog te jong om hem op te volgen en Herihor volgde hem op. Na de dood van Herihor nam Pinedjem I het hogepriesterschap op. In de Tempel van Chonsoe te Karnak worden de wandschilderingen van Herihor meteen gevolgd door die van Pinedjem I.
Hij erfde een politieke en religieuze machtsbasis in Thebe.
Pinedjem versterkte zijn greep op Midden-Egypte en Opper-Egypte.
Hij scheurde zich af van de 21e dynastie van Egypte te Tanis.
Rond het jaar 15 of 16 van Smendes riep Pinedjem I zichzelf uit tot farao van Opper-Egypte.
Drie echtgenotes zijn bekend.
1. Duathathor-Henuttawy was de dochter van Ramses XI en hij kreeg er meerdere kinderen bij: de latere farao Psusennes I, de Godsvrouw van Amon Maatkare Mutemhat, prinses Henuttawy en wellicht ook koningin Mutnedjmet, de echtgenote van Psusennes I.
2. Een tweede echtgenote was Isetemkheb, zangeres van Amon. Ze staat samen met Pinedjem I vermeld op stenen gevonden te el-Hiba.
3. Een waarschijnlijke derde echtgenote is Tentnabekhenu, die vermeld staat op de papyrus in het graf van haar dochter Nauny te Thebe. Ze wordt er de dochter van de farao genoemd, dus is het waarschijnlijk dat Pinedjem I haar vader was.

Behalve Psusennes I had Pinedjem vier andere zonen, waarvan ten minste één bij Duathathor-Henuttawy: de hogepriesters Masaharta, Djedkhonsuefankh, Menkheperre en Nesipaneferhor.
De mummie van Pinedjem's werd gevonden in cache DB320 te Deir el-Bahri.

## Galerij

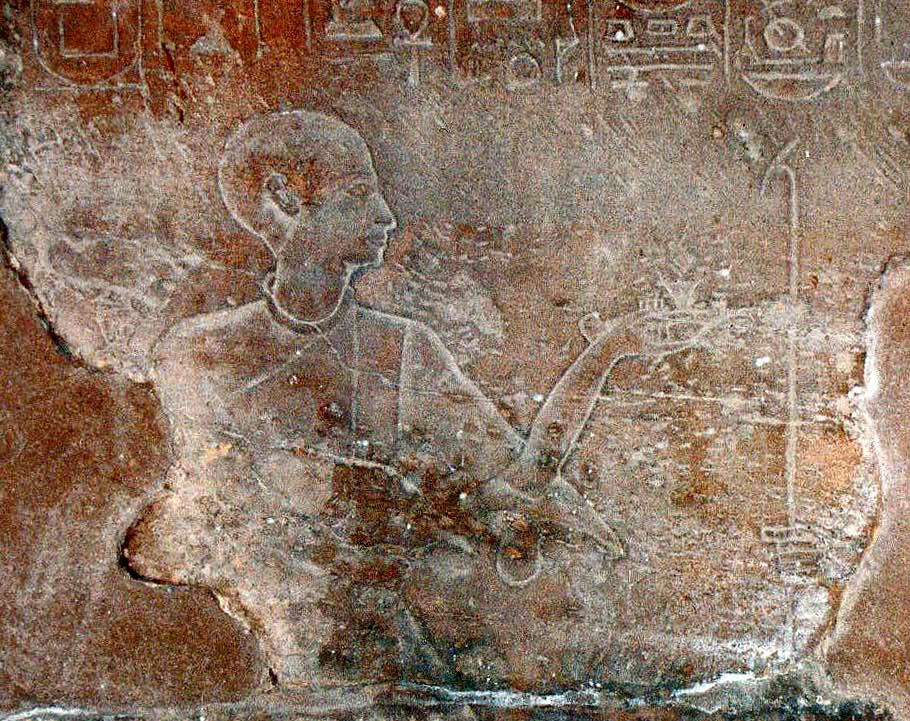
Relief van Pinedjem (Kheperkare-Setepenamen) Tempel van Chonsoe te Karnak
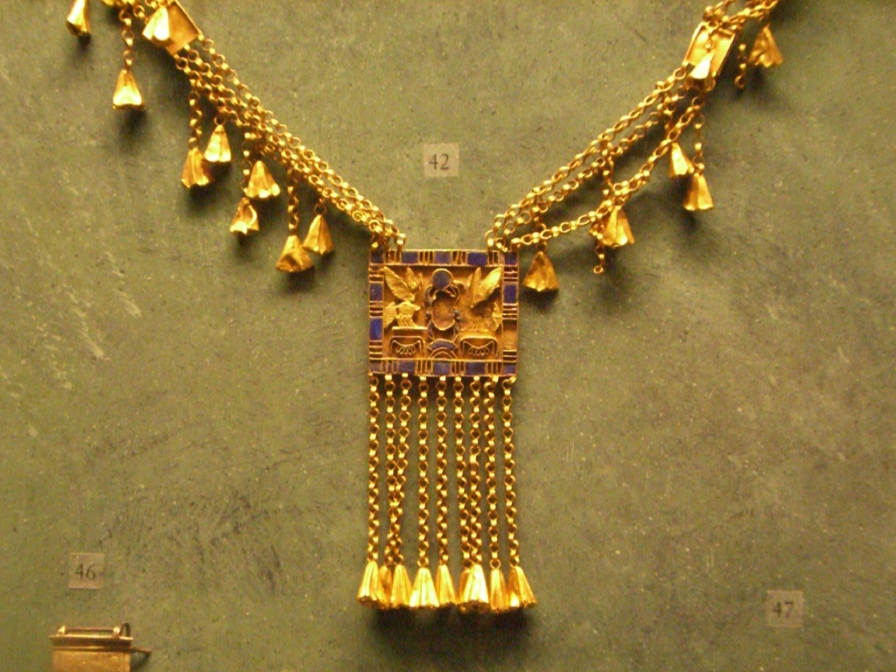
Borsttooi van Pinedjem I Louvre
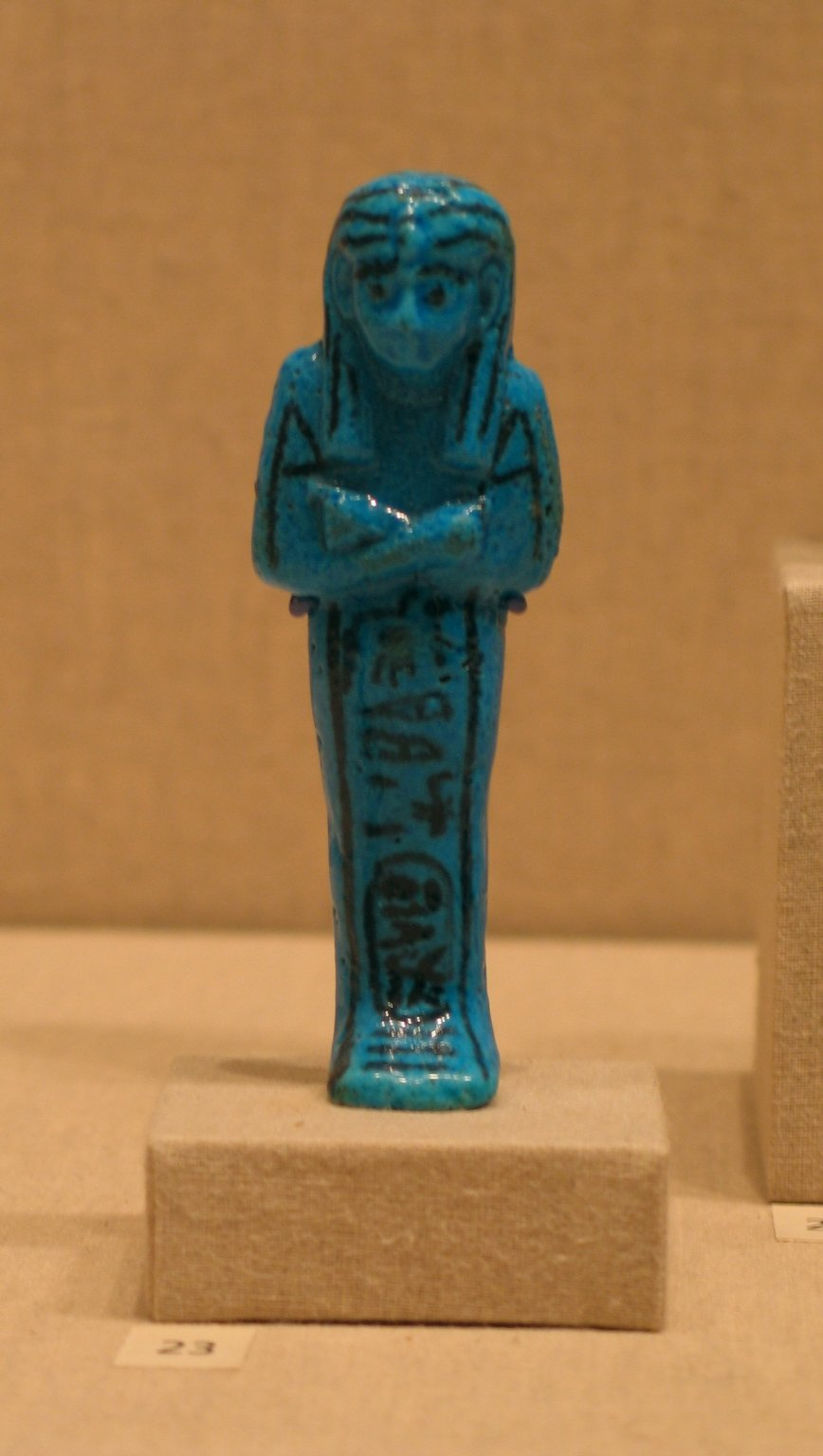
Ushabti van Pinedjem I Deir el-Bahari, nu in Brooklyn Museum